# Sidi Abderrahmane (Tiaret)
Sidi Abderrahmane (în arabă سيدي عبد الرحمان) este o comună din provincia Tiaret, Algeria.
Populația comunei este de 8.350 de locuitori (2008).